# أليكس هوكينز
أليكس هوكينز (بالإنجليزية: Alex Hawkins) هو لاعب كرة قدم أمريكية أمريكي، ولد في 2 يوليو 1937 في ولش في الولايات المتحدة، وتوفي في 12 سبتمبر 2017 في كولومبيا في الولايات المتحدة بسبب مرض آلزهايمر.

## وصلات خارجية
- أليكس هوكينز على موقع مرجع كرة القدم المحترفة.كوم (الإنجليزية)